# Precinto

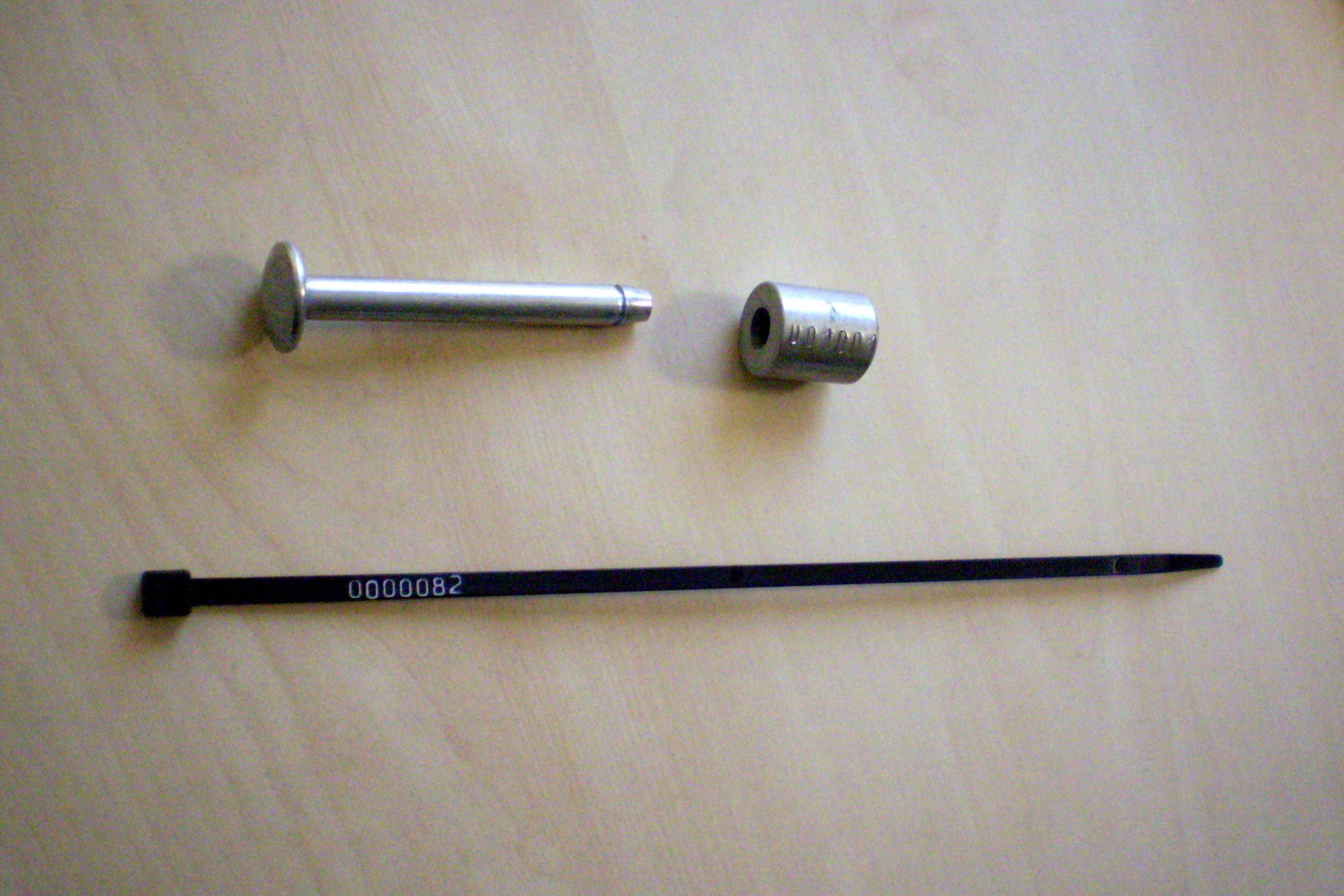
Precinto de seguridad y precinto plástico.

Un precinto o precinto de seguridad es un sello de seguridad, un dispositivo físico numerado o marcado con un logo/nombre que se coloca sobre mecanismos de cierre para asegurar que éstos no se abran sin autorización de una organización o persona natural que ejerce el sello (adrede o por accidente). Una vez colocado, el sello no puede eliminarse sin provocar su destrucción, es decir una fuerza física bruta intencional o por error sobre el mismo que produzca su daño y en consecuencia evite su futura reutilización.
Sellos de este tipo se usan, por ejemplo, en las puertas de los contenedores que transportan mercancía bajo el convenio TIR, camiones de carga pesada, liviana o mínima, una vez efectuada la verificación por parte de las autoridades o personas encargadas de la recepción de la carga asegurada.
La colocación de precintos va acompañada de la elaboración de un documento que incluya la fecha, la hora, el número del precinto y la firma del funcionario correspondiente.

## Historia de los precintos

### Precintos antiguos
Como la seguridad siempre ha sido una preocupante del hombre, la historia de los precintos tiene bastante antigüedad. Hace unos siete mil años, los objetos de valor se guardaban en recipientes de arcilla, que eran sellados mediante rocas introducidas a presión en la boca del frasco.
Otro método de seguridad, pero más adelante en la historia, es el sellado con cera que usaba la nobleza sobre los documentos confidenciales, identificándolos con un signo único, (escudos de armas y símbolos familiares), generalmente presente en los anillos de los aristócratas. Estos sellos de cera garantizaban la inviolabilidad del documento, y la identificación del emisor.

#### Siglo XIX
Ya entrado el siglo XIX, el británico Rowland Hill, diseñó el primer sello postal, estrenando la técnica de incorporar al papel un elemento adhesivo. El primer pegamento de este tipo fue elaborado a partir de resina de acacia y almidón. Fue el precursor del desarrollo de esta técnica, que daría paso a la moderna cinta adhesiva.
El siglo XIX fue también el del auge de los asaltos a las diligencias y vagones de ferrocarril que ocasionaban cuantiosas pérdidas comerciales. Entonces, comenzaron a introducirse medidas de seguridad extra a las mercancías y la correspondencia, y a las cerraduras comunes se les añadió los precintos de seguridad.

#### Siglo XX
Las décadas del 30 y 40 de ese siglo fueron el lapso de tiempo en que las marcas SelloTape y ScotchTape se alzaron como vanguardias en la producción de cintas de embalar. Claro que para entonces, el papel adherente tenía una amplísima aplicación, mucho más allá de la protección, como sigue siendo hasta nuestros días. 
Otra compañía que se destacó en el tema del precintado de seguridad fue la estadounidense Industrial Tape Corporation, que en 1942 proveyó al ejército de los Estados Unidos una novedosa cinta impermeable para hermetizar las cajas de municiones, mediante una ingeniosa modificación de las entonces conocidas como cintas quirúrgicas.
El avance acelerado de la revolución industrial trajo la necesidad de proteger las enormes cargas de mercancías que se generaban, y los precintos de seguridad se fabricaron masivamente, y se diversificaron. Paralelamente a la producción, aumentó la competitividad y con ella, la necesidad de fomentar el branding.
Además, la conservación de los alimentos perecederos no estaba muy avanzada en esta época, así que el sellado era fundamental. 

### Desarrollo de los Precintos de seguridad desde inicios del siglo XXI hasta nuestros días
A principios de este período el uso de los precintos se oficializa y comienzan a fabricarse siguiendo normativas legales. Los estándares de calidad de los precintos son medidos por organismos internacionales, (Organización Internacional de Normalización). Las normas ISO rigen la calidad de estos dispositivos, y su aceptación o no de estos por las instituciones aduaneras.
También, los precintos se han sofisticado, mediante la introducción de novedosos materiales, capaces de dotarlos de mayor resistencia y de especializarlos.
Hoy, existen precintos plásticos, precintos de diversos metales, y precintos de materiales avanzados. Los aportes tecnológicos los han vuelto dispositivos de altísima protección, siendo cada día más difícil la violación de los modernos precintos de seguridad: Se les añade sensores electrónicos, se marcan con láser, se numeran con códigos de barra, se dotan de tecnología recolectora de evidencias…

## Tipos de precintos de seguridad según el material
Partimos de la variable que hay dos tipos de precintos de seguridad: precintos de seguridad plásticos así como precintos de seguridad metálicos.
- Precintos plásticos. Hoy en día el usuario se enfrenta a una enorme gama de precintos plásticos: es casi tan grande como los usos que se les da a estas pequeñas piezas de plástico. El momento de la compra de precintos plásticos puede convertirse en toda una odisea en busca del modelo correcto.

- Precintos metálicos. Los precintos de seguridad metálicos tipos y guías de selección forman un grupo esencial dentro de la clasificación de los sistemas de seguridad pasiva. Cuando evocamos la imagen de un precinto de seguridad, es probable que lo primero que venga a nuestra mente sea un precinto plástico tipo brida. Sin embargo, los precintos plásticos se quedan muy cortos para aquellas aplicaciones que requieren de un extra de resistencia y protección. En este caso, en general optaremos por hacer uso de los precintos metálicos, que se clasifican a su vez por niveles de seguridad.

### Tipos de precintos de seguridad según nivel de seguridad
Uno de los principales usos de los precintos de seguridad es garantizar la inviolabilidad de los productos o mercancías. Esto cobra importancia en especial cuando hablamos de transporte de larga distancia, pero también cuando los productos son de alto valor. Por ello, a la hora de seleccionar un modelo de precinto de seguridad frente a otro, es crucial compararlos en función del nivel que protección que otorgan. Entonces, ¿qué tipos de precintos de seguridad existen según su grado de protección? Analicemos los principales: los de alta seguridad, los de seguridad y los indicativos.
De forma general, hay tres niveles de mayor a menor protección:
- Precintos de alta seguridad: engloban fundamentalmente los sellos para contenedores marítimos. Pueden tener la forma de precinto barrera (precinto en forma de tubo con dos topes en los extremos), pero también pueden ser metálicos con cable. Cuentan con una resistencia a la tracción mayor de 1.019,72 kg.
- Precintos de seguridad: son aquellos sellos estándar con forma de precinto metálico con cable ajustable. Al no ser un tipo de precinto de seguridad tan especializado como los anteriores, contemplan una gran variedad de aplicaciones. Estos tienen una resistencia a la tracción a partir de 231 kg.
- Precintos indicativos: la función principal de este tipo de precintos es la de identificación. Por ello, suelen estar fabricados en metal o plástico de menor resistencia. Pueden tener forma de precintos de seguridad con cable metálico o también precintos tipo anillo o también de brida ajustable. Son los que menor resistencia a la tracción cuentan: inferior a 231 kg.

## ¿Cuándo usar un precinto?
Hay algunas circunstancias que hacen el uso del precinto casi obligatorio:
- Cuando ya se produjo una violación y se quiere evitar nuevos intentos.
- Cuando existe una norma corporativa que establezca la aplicación de precintos como obligación.
- Cuando lo que se protege son bienes o productos que implican un alto riesgo de robo.

Normalmente los precintos se colocan como parte de un sistema integral de seguridad, que abarca otras medidas como controles de acceso, iluminación adecuada, uso de cámaras de vigilancia, etcétera.
La idea es que la seguridad no dependa de un solo elemento, sino que varios, organizados en capas. Para que el uso de los precintos de seguridad sea en verdad útil, se debe seguir un programa de control en todas las fases, que son:
- Adquisiciones
- Almacenamiento
- Responsabilidad
- Instalación
- Inspección
- Respuesta a las anomalías de precintos
- Retiro e inspección

### Limitaciones de los precintos de seguridad
Las limitaciones en cuanto a la seguridad que ofrecen los precintos vienen dadas por la vulnerabilidad de los mismos ante determinadas circunstancias. Por eso, su uso debe hacerse dentro de un programa de control de sellos.
Los precintos son vulnerables a:
- Manipulación encubierta del precinto de seguridad
- Falsificación total del precinto, o parcial, de sus números o códigos identificativos.
- Entrada forzada y posterior reparación del precinto para ocultar el daño
- El reemplazo del precinto violentado por otro obtenido con el fabricante, para garantizar el mismo número de serie.
- Manipulación con herramientas especiales que permitan la recolocación con una apariencia de intangibilidad.

## ¿Qué precinto conviene?
Antes de poder elegir qué precinto sello marchamo o lacre de seguridad se necesita debemos realizar una serie de preguntas tales como:
- ¿Qué tipo de producto necesita precintar?
- ¿Qué aplicación da al producto?
- ¿Quién aplica el precinto? ¿Pueden tener grasas o disolventes en las manos?
- ¿En qué condiciones se aplica el precinto? Es importante saber la temperatura ambiente en la aplicación del precinto para seleccionar el material de plástico apropiado.
- ¿Cuál es el valor del contenido que necesita precintar?¿Necesita una numeración específica para su trazabilidad?¿Necesita poner un código de barras especial?
- ¿En qué condiciones debe leerse el precinto? ¿En zonas oscuras?
- ¿Cuánto tiempo estará precintado su producto?
- ¿Estará bajo supervisión su producto una vez precintado?
- ¿Necesitan que la marcación sea indeleble?

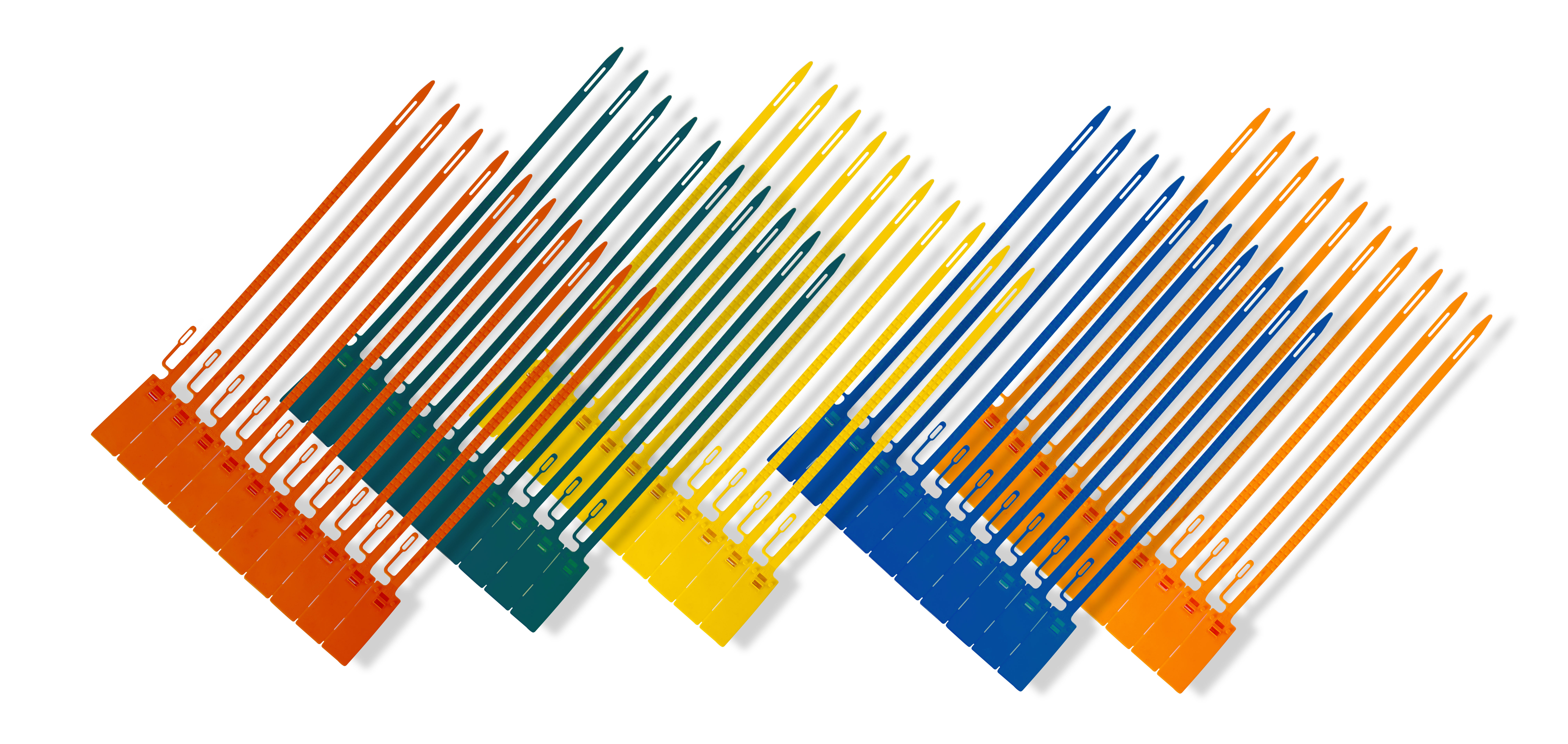
Precinto indicativo brida ajustable SECURE TITE